# Цапелацо Сопра (Пјаченца)
Цапелацо Сопра је насеље у Италији у округу Пјаченца, региону Емилија-Ромања.
Према процени из 2011. у насељу је живело 31 становника. Насеље се налази на надморској висини од 80 м.